# Murci
Murci è una frazione del comune italiano di Scansano, nella provincia di Grosseto, in Toscana.

## Geografia fisica
Il paese di Murci è situato nell'entroterra della Maremma grossetana, nell'area delle colline dell'Albegna e del Fiora. Si trova nell'estremità nord-occidentale del territorio comunale, nei pressi della strada statale 323 Amiatina.

## Storia
Murci viene citata per la prima volta in alcuni documenti del X secolo, con il nome latino di curtis Murcia, o talvolta Mustia. Piccolo agglomerato rurale, il borgo di Murci era alle dipendenze del vicino castello di Cotone, i cui abitanti, una volta decaduto il castello, popolarono la frazione e altre dei dintorni, come Polveraia e Poggioferro. Nel 1419, una spedizione punitiva senese attaccò il poco distante borgo di Saturnia, i cui abitanti fuggirono e pochi superstiti furono accolti a Murci. La frazione divenne una delle più popolose del territorio, grazie ai numerosi abitanti acquisiti da Cotone e Saturnia, e successivamente, nel corso del XVII secolo, dalla vicina Cana, i quali portarono nel borgo la Madonna della Consolazione di Cana, dipinto che venne posto nella chiesa di San Domenico.

## Monumenti e luoghi d'interesse

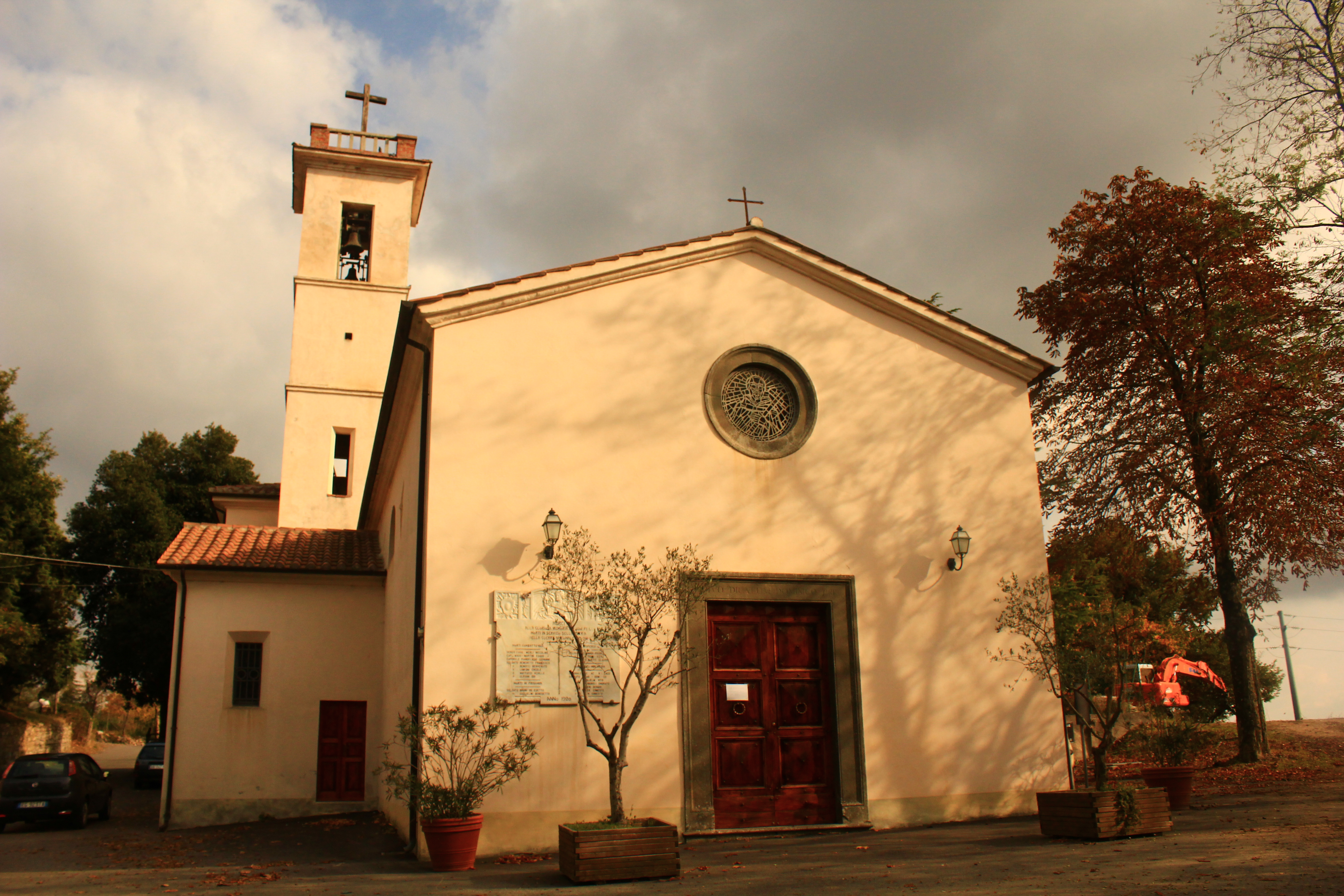
La chiesa di San Domenico

- Chiesa di San Domenico, eretta intorno alla metà dell'Ottocento, conserva, nell'altare maggiore, un dipinto seicentesco con la Madonna con Bambino, San Domenico e Santa Caterina, denominato Madonna della Consolazione di Cana, in quanto proveniente dalla chiesa di Santa Maria del Conforto di Cana.
- Parco eolico dei Poggi Alti, impianto di produzione di energia eolica situato sull'omonima area collinare nei pressi dell'abitato. Progettato nel 2005 e realizzato nel 2006 dalla spagnola Endesa, è stato il primo impianto di produzione di energia eolica realizzato in provincia di Grosseto.

## Società

### Evoluzione demografica
Quella che segue è l'evoluzione demografica della frazione di Murci. Sono indicati gli abitanti dell'intera frazione e dove è possibile la cifra riferita al solo capoluogo di frazione. Dal 1991 sono contati da Istat solamente gli abitanti del centro abitato, non della frazione.
| Anno | Abitanti | Abitanti       |
| Anno | Frazione | Centro abitato |
| ---- | -------- | -------------- |
| 1745 | 206      | -              |
| 1833 | 516      | -              |
| 1845 | 521      | -              |
| 1921 | 1 047    | -              |
| 1931 | 1 156    | -              |
| 1961 | 1 289    | 393            |
| 1981 | 887      | 286            |
| 2001 | -        | 173            |
| 2011 | -        | 149            |

## Cultura

### Eventi
Nella ricorrenza del patrono San Domenico di Guzman, che si celebrava il 4 agosto fino ad alcuni anni fa (i calendari la riportano oggi all'8 agosto), oltre alle cerimonie religiose ed alla processione con la statua del santo per le principali strade del paese, venivano allestiti vari festeggiamenti (gincane, balli in piazza, ecc.) a cui seguiva la fiera di merci e bestiame del 5 agosto, che interessava vari siti del paese ed era frequentata da un gran numero di persone, almeno fino alla metà degli anni sessanta. Una citazione a parte meritano però le serate del 4 agosto, organizzate nel "teatro naturale" di piazza Barbana dal 1967 al 1976 con la partecipazione di artisti di fama nazionale, tra cui si ricordano Don Backy, Edoardo Vianello e Wilma Goich, Alighiero Noschese, Mino Reitano, i New Trolls ed altri; eventi che suscitarono particolare interesse e grande eco anche in ambito provinciale.

## Infrastrutture e trasporti
La frazione è posizionata lungo la strada provinciale 160 Amiatina, già strada statale 323, che collega la piana di Albinia e l'entroterra collinare di Scansano e Magliano con il Monte Amiata.